# Pardosa gastropicta
Pardosa gastropicta là một loài nhện trong họ Lycosidae.
Loài này thuộc chi Pardosa. Pardosa gastropicta được Carl Friedrich Roewer miêu tả năm 1959.